# Cao Yanhua
Dans ce nom chinois, le nom de famille, Cao, précède le nom personnel Yanhua.
Cao Yanhua (née le 1er décembre 1962) est une ancienne pongiste chinoise.
Elle a remporté à deux reprises le championnat du monde en simple, en 1983 à Tokyo et en 1985 à Göteborg, et les Jeux asiatiques en 1982.
Elle a fondé une école de tennis de table à Shanghai.